# Anni 1440
Gli anni 1440 sono il decennio che comprende gli anni dal 1440 al 1449 inclusi.

## Eventi, invenzioni e scoperte
- Inizio dei lavori della Biblioteca Malatestiana
- Nel novembre del 1444, scoppia la Battaglia di Varna[1]